# Jordi Majó i Ruaix
Jordi Majó i Ruaix (Mataró, 19 de maig de 1950) és un empresari català conegut pel fet d'haver estat candidat a les eleccions a la presidència del FC Barcelona el 2003, i precandidat a les eleccions a la presidència del FC Barcelona del 2015.

## Eleccions a la presidència del FC Barcelona de 2003
A les eleccions de 2003, Jordi Majó va quedar en tercera posició, darrere de Joan Laporta i Lluís Bassat, essent la seva primera participació en unes eleccions a la presidència del FC Barcelona.
Es presentà amb el lema «Per un Barça que torni a il·lusionar», i a la candidatura del qual hi anava entre d'altres l'extennista Sergi Bruguera, hi fou el tercer candidat més votat (el 4,8% dels vots dels 51.618 socis que aquell any triaren Joan Laporta com a president del Barça).

## Eleccions a la presidència del FC Barcelona de 2015
El 4 de maig de 2015 Majó va presentar als seus principals col·laboradors per a la seva precandidatura de 2015, amb el lema «El teu Barça». El 19 de juny va anunciar que tenia un acord amb Michael Laudrup per tal que fos el director esportiu del club, i es va pronunciar en contra de la publicitat de Qatar i a favor de renegociar el contracte amb Nike. Va tenir ressò mediàtic la seva afirmació que li havien ofert la possibilitat de contractar el jugador del Reial Madrid Sergio Ramos, la qual va descartar. El 23 de juny va presentar un sistema de vot electrònic que va afirmar que voldria implantar al Barça en cas de sortir elegit president. El 30 de juny va presentar el seu projecte per a potenciar la secció de bàsquet, amb Francesc Perarnau i Xavi Fernàndez com a homes forts, i que implicava prescindir de Xavi Pascual i de Chichi Creus.
El 14 de juliol de 2015, darrer dia per presentar les signatures de suport per optar a la presidència, Majó en va presentar 1500, amb la qual cosa no va passar el tall i es va haver de retirar de la cursa electoral.

## Empresa
Jordi Majó va ser vicepresident Europe, Middle East i North Africa de Seminis Inc, companyia americana cotitzada al NASDAQ, del sector agrícola, que posteriorment va ser venuda a Monsanto per un import de 1.400 milions de dòlars (actualment propietat de Bayer AG). Darrerament, va fundar diferents companyies dins del mateix sector, formar part de consells d'administració i exercir com a consultor extern.